# Lippeska tronföljdsstriden

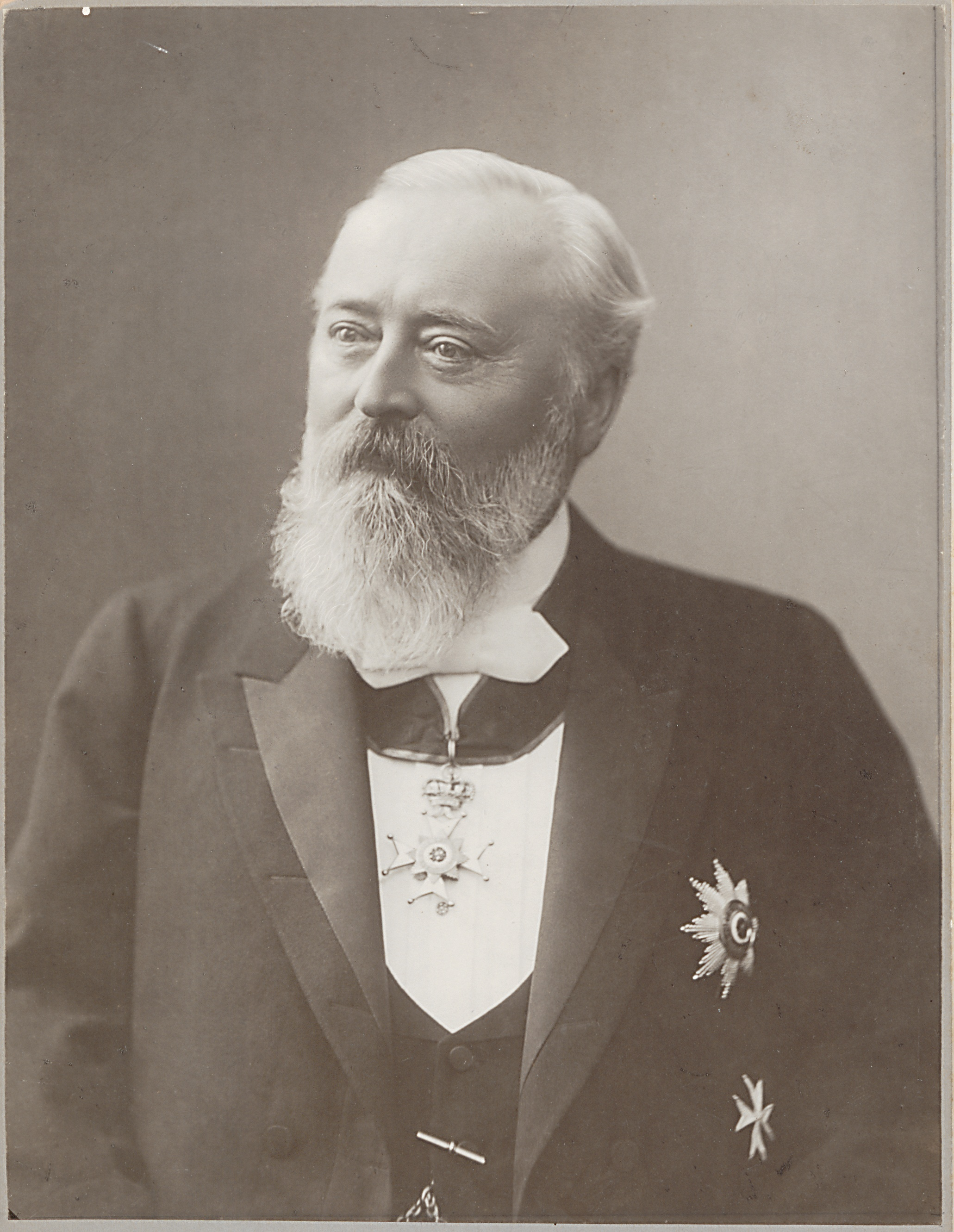
Ernst av Lippe-Biesterfeld

Lippeska tronföljdsstriden var en konflikt om ledningen av den tyska furstendömet Lippe som uppstod efter Woldemar av Lippes död 1895 då regeringen offentliggjorde ett av hans dekret där prins Adolf av Schaumburg-Lippe skulle insättas som regent istället för Woldemars sinnessjuke bror Karl Alexander av Lippe.
Linjerna Lippe-Biesterfeld och Lippe-Weissenfeld protesterade mot beslutet, men lantdagen beslöt att Adolf skulle överta regeringen tills rättsfrågan blivit avgjord.
1896 överlämnade de tvistande avgörandet till kung Albert av Sachsen och sex av honom utsedda ledamöter av tyska riksrätten, och deras utslag den 22 juni 1897 förklarade Ernst av Lippe-Biesterfeld som närmast berättigad att övertaga regentskapet för den sjuke fursten. Hans söner var födda i ett "icke jämbördigt" äktenskap men deras arvsrätt godkändes i en skiljedomstol den 25 oktober 1905, då arvsrätten i första rummet tillföll huset Lippe-Biesterfeld.
När Ernst avled 1904 blev Leopold IV av Lippe regent.